# Bistum Simla und Chandigarh
Das Bistum Simla und Chandigarh (lat.: Dioecesis Simlensis et Chandigarhensis) ist eine römisch-katholische Diözese mit Sitz in Simla in Indien.

## Geschichte
Papst Johannes XXIII. gründete das Bistum Simla mit der Apostolischen Konstitution Indicae genti am 4. Juni 1959 durch Spaltung des Erzbistums Delhi und Simla, dem es auch als Suffragandiözese unterstellt wurde.
Durch ein Dekret der Propaganda Fide nahm es am 12. Mai 1964 den heutigen Namen an.

## Territorium
Das Bistum Balasore umfasst die Distrikte: 
- Kinnaur, Lahaul und Spiti, Kullu, Mandi, Bilaspur, Shimla, Solan und Sirmaur im Bundesstaat Himachal Pradesh;
- Panchkula, Ambala, Yamunanagar, Kurukshetra, Karnal, Panipat, Kaithal, Jind, Hisar, Bhiwani und Sirsa im Bundesstaat Haryana;
- Patiala, Sangrur, Mansa, Bathinda, Fatehgarh Sahib und Rupnagar im Bundesstaat Punjab;
- und das Unionsterritorium Chandigarh.

## Ordinarien

### Bischof von Simla
- John Burke (4. Juni 1959–12. Mai 1964)

### Bischöfe von Simla und Chandigarh
- John Burke (12. Mai 1964–3. August 1966)
- Alfred Fernández (13. April 1967–25. Juni 1970, dann Bischof von Allahabad)
- Gilbert Blaize Rego (11. März 1971–10. November 1999)
- Gerald John Mathias (22. Dezember 1999–8. November 2007, dann Bischof von Lucknow)
- Ignatius Loyola Mascarenhas (10. Februar 2009–12. April 2025)
- Sahaya Thatheus Thomas (seit 12. April 2025)